# Guy Smet
Guy Smet (* 4. Februar 1972 in Beveren-Waas) ist ein belgischer Straßenradrennfahrer.
Guy Smet wurde 1999 bei der Kampioenschap van Vlaanderen Dritter im Rennen der Amateure. Bei dem Eintagesrennen Schaal Schoeters Beveren-Waas belegte er 2001, 2004 und 2005 jeweils den dritten Platz. In der Saison 2007 gewann Smet die siebte Etappe der Tour du Faso nach Koudougou. Im nächsten Jahr gewann er das Eintagesrennen Nieuwkerken Waas InterClub. Bei der Tour du Faso war er wieder bei zwei Etappen erfolgreich und konnte so auch die Gesamtwertung für sich entscheiden.

## Erfolge
2007
- eine Etappe Tour du Faso

2008
- zwei Etappen und Gesamtwertung Tour du Faso

2011
- eine Etappe Tour of Rwanda

2012
- drei Etappen Tour de Madagascar

2013
- eine Etappe und Gesamtwertung Tour de Madagascar

2018
- Mannschaftszeitfahren Tour du Faso

## Teams
- 2011 Flanders Avia Cycling Team

- 2014 Cibel
- 2015 Cibel